# Герб Ружина
Герб Ру́жина затверджений 19 травня 2000 рішенням Ружинської селищної ради.
Автор проекту герба — Андрій Гречило.

## Опис герба
У синьому полі на срібній базі золоті відчинені дерев'яні ворота з частоколом, в отворі воріт золотий знак князів Ружинських, обабіч — по троянді з золотими листочками. Щит обрамований декоративним картушем і увінчаний червоною міською короною. 

## Зміст
Оборонні ворота з частоколом розкривають історію виникнення Ружина як укріпленого містечка. Герб князів Ружинських підкреслює їх роль в історії поселення. Дві геральдичні троянди (ружі) як асоціативний називний символ вказують на назву селища. Герб є промовистим.